# Wiz-Art
LISFF Wiz-Art  es un festival internacional de cortometrajes que se celebra anualmente en Lviv, Ucrania, a finales de julio. l festival fue iniciado por la formación artística Wiz-Art, fundada en 2008. El festival proyecta cada año más de 100  cortometrajes nuevos.Wiz-Art es una potente plataforma cultural y educativa que une a cineastas ucranianos y extranjeros y los presenta al público ucraniano con experiencia profesional. El festival también ha estrenado películas en el marco del Festival de Cortometrajes de Bruselas, además de colaborar con otros programas de festivales.

## Programa de competición
En el festival participan cortometrajes de todo el mundo. Los participantes de cualquier país pueden enviar un formulario de solicitud. El festival proyecta más de 100 cortometrajes nuevos cada año. Las películas seleccionadas en cada categoría pueden optar a varios premios. Además, los espectadores pueden ver películas del programa no competitivo. Cada año, el equipo del festival elige un tema socialmente relevante que utiliza como base para el diseño visual del evento.

### Premios
- GRAN PREMIO DEL LISFF Wiz-Art (en ambos concursos)

Competencia internacional:
- MEJOR DIRECTOR
- PREMIO DEL PÚBLICO

Competencia nacional:
- MEJOR PELÍCULA UCRANIANA
- PREMIO DEL PÚBLICO

## Jurado
El jurado del festival es elegido por la administración del mismo. Normalmente hay varios invitados extranjeros en el jurado y necesariamente representantes del cine ucraniano. Los participantes del jurado son directores profesionales, creadores de películas y productores. Durante los ocho años de existencia del festival, los representantes del jurado fueron Ruth Paxton (Escocia), David Lindner (Alemania), Vincent Moon (Francia), Igor Podolchak (Ucrania), Achiktan Ozan (Turquía), Anna Klara Ellen Aahrén (Suecia), Katarzyna Gondek (Polonia), Christoph Schwarz (Austria), Gunhild Enger (Noruega), Szymon Stemplewski (Polonia), Philip Ilson (Reino Unido) y otros.

## Historia del festival

### 2008
Del 20 al 22 de noviembre de 2008 - I Festival Internacional de Arte Visual Wiz-Art. Se proyectaron películas de Sean Conway (Reino Unido), Boris Kazakov (Rusia), Milos Tomich (Serbia), Volker Schreiner (Alemania) y una muestra retrospectiva de las obras de la famosa vanguardista Maya Deren (Estados Unidos). Se proyectaron 50 películas, 10 de las cuales eran cortometrajes de jóvenes cineastas ucranianos.

### 2009
Del 23 al 25 de mayo de 2009 - II Festival Internacional de Arte Visual Wiz-Art. Los invitados especiales fueron el cineasta y poeta británico Julian Gende, el director alemán Martin Sulzer (Landjugend) y Kevin Kirhenbaver, el productor y profesor ruso Vladimir Smorodin. Hubo actuaciones de los VJ Shifted Vision y del grupo Надто Сонна (2sleepy). Hubo muestras retrospectivas de las obras de Scott Pagano y David Orayli y de las mejores películas de la Escuela de Cine de Zlín (República Checa), Estocolmo (Suecia) y Hamburgo (Alemania). El Golden Apricot Yerevan International Film Festival y el Slovak Festival Early Melons (Bratislava) presentaron sus programas. En total, se proyectaron 100 cortometrajes.

### 2010
Del 20 al 23 de mayo de 2010 - III Festival Internacional de Cortometrajes Wiz-Art 2010. Los invitados especiales y miembros del jurado fueron el director turco Ozan Achiktan, el artista mediático eslovaco Anton Cerny, la cineasta sueca Anna Klara Oren y el productor ucraniano Alexander Debych. El Festival contó con la participación de directores de Irlanda (Tony Donoh'yu), España (Fernando Uson), Portugal (Ana Mendes), Polonia (Tomasz Jurkiewicz), Ucrania (Anna Smoliy, Gregory alguien Dmitry Red, Mrs. Ermine). Hubo muestras retrospectivas de cortometrajes de Finlandia y Asia. Se presentaron las mejores películas de los festivales de Italia (A Corto di Donne) y Rusia (Beginning). El Gran Premio se lo llevó la película "The Day of Life" (dirigida por Joon Kwok, Hong Kong). 105 películas de 30 países participaron en los programas a concurso y fuera de concurso.

### 2011
Del 26 al 29 de mayo de 2011 - IV Festival Internacional de Cortometrajes Wiz-Art 2011. Los invitados especiales y miembros del jurado fueron la cineasta escocesa Ruth Paxton, el productor alemán David Lindner y el director ucraniano Igor Podolchak. Tommy Mustniyemi (videoartista, Finlandia), Mike Mudgee (cineasta, Alemania), Emil Stang Lund (director, Noruega), Morten Halvorsen (director, Dinamarca), Armin Dirolf (director, Alemania) y otros visitaron el festival. Hubo muestras de cortometrajes retrospectivos de la parte francófona de Canadá, la animación francesa y un programa especial de cortometrajes ucranianos. Se proyectaron 98 películas en programas a concurso y fuera de concurso. El Gran Premio se lo llevó la película de animación The Little Quentin (Albert 'T Hooft & Paco Vink Netherlands 2010).

### 2012
Del 26 al 29 de julio de 2012 - V Festival Internacional de Cortometrajes Wiz-Art 2012. Los invitados especiales y miembros del jurado fueron el cineasta y viajero francés Vincent Moon, la cineasta islandesa Isolde Uhadottir, el coordinador del Festival Internacional Molodist Ilko Gladstein (Ucrania), el cineasta irlandés Paul Odonahyu, también conocido como Ocusonic, el director y productor canadiense Felix Dufour-Laperyer (Félix Dufour-Laperrière). El festival contó con la presencia del director húngaro y organizador del Festival BUSHO Tamas Habelli, el director ucraniano Alexander Yudin, Max Afanasyev y Larisa Artyuhina. Hubo muestras retrospectivas de cortometrajes húngaros e italianos, así como muestras de películas jóvenes ucranianas "Llora, pero dispara" (la cita de Alexander Dovzhenko) en las que participaron directores. Como parte de Wiz-Art 2012 el público tuvo la oportunidad de visitar el Wiz-Art Lab - escuela de cine con conferencias y clases magistrales impartidas por los participantes e invitados del festival. Se proyectaron 98 películas de 38 países en programas a concurso y fuera de concurso. El Gran Premio lo recibió la película Fungus (Charlotte Miller, Suecia, 2011).

### 2013
Del 24 al 29 de julio de 2013 - VI Festival Internacional de Cortometrajes Wiz-Art 2013. Los invitados especiales fueron Philip Illson, director del London Short Film Festival, Maria Sigrist, cineasta austriaca, Dmytro Sukholytkiy-Sobchuk, cineasta ucraniano, Florian Pochlatko, cineasta austriaco, y Romas Zabarauskas, director de cine lituano. El Gran Premio ha recaído en la película Maybes (Florian Pochlatko, Austria, 2012), una historia íntima con temas más amplios relacionados con el tiempo que vivimos. Los otros ganadores de Wiz-Art 2013 son: Mejor Director - Tarquin Netherway por la película The River (Australia, 2012), Mejor Guion - Prematur (Gunhild Enger, Noruega, 2012), Mención Especial - Jamon (Iria Lopez, Reino Unido, 2012), Premio del Público - Touch and See (Taras Dron, Ucrania, 2013).

### 2014
Del 24 al 27 de julio de 2014 - VII Festival Internacional de Cortometrajes Wiz-Art 2013. Los invitados especiales y miembros del jurado son: Gunhild Enger, directora de cine noruega, Kateryna Gornostai, directora de cine ucraniana, Szymon Stemplewski, director del Festival Short Waves (Polonia), Mykyta Lyskov, director-animador ucraniano, Volodymyr Tykhyy, director artístico del proyecto Babylon'13, Olha Makarchuk, directora-animadora ucraniana, Lisa Weber, cineasta austriaca, e Ismael Nava Alejos, director de cine mexicano. El programa de competición consta de 15 cortometrajes de todo el mundo. El programa de la competición nacional cuenta con 11 cortometrajes ucranianos. Además, Wiz-Art 2014 presenta un programa especial de documentales dedicado a los cortometrajes sobre el Euromaidán y retrospectivas de los mejores clásicos del cortometraje ucraniano del siglo XX. La Escuela de Cine Wiz-Art, un bloque educativo, consiste en conferencias, sesiones de preguntas y respuestas, encuentros y talleres con los invitados del festival.